# Daan Stuyven
Pour les articles homonymes, voir Stuyven.
 (janvier 2021).
Si vous disposez d'ouvrages ou d'articles de référence ou si vous connaissez des sites web de qualité traitant du thème abordé ici, merci de compléter l'article en donnant les références utiles à sa vérifiabilité et en les liant à la section « Notes et références ».
 (janvier 2021).
Daan Stuyven, connu sous son prénom de Daan, né à Louvain le 24 septembre 1969 , est un compositeur, chanteur et guitariste belge, également acteur.

## Biographie

### Jeunesse
Daan Stuyven naît dans une famille où sa mère, qui possédait sa propre boutique, est le soutien de famille. Enfant, il apprend la guitare, le piano et la batterie. Ses parents divorcent alors qu'il est âgé de 15 ans. Le réalisateur Jan Matthys (nl) le motive à devenir musicien, mais comme il doute de pouvoir se construire une carrière d'artiste de rock, il étudie d'abord le graphisme.

### Carrière
Daan a fait partie de Dead Man Ray avant de créer son propre groupe, Daan.

### Vie privée
Daan Stuyven possédait une maison dans les environs de Manhay, dans les Ardennes belges.

### Compositeur
- 1999 : Het Peulengaleis (série télévisée)
- 2001 : Verboden te zuchten
- 2002 : Meisje de Dorothée Van Den Berghe
- 2002 : Un honnête commerçant de Philippe Blasband
- 2005 : La Couleur des mots de Philippe Blasband
- 2005 : Suspect d'Ivan Boeckmans et Guy Lee Thys

## Filmographie

### Acteur
- 2005 : Suspect : Bird

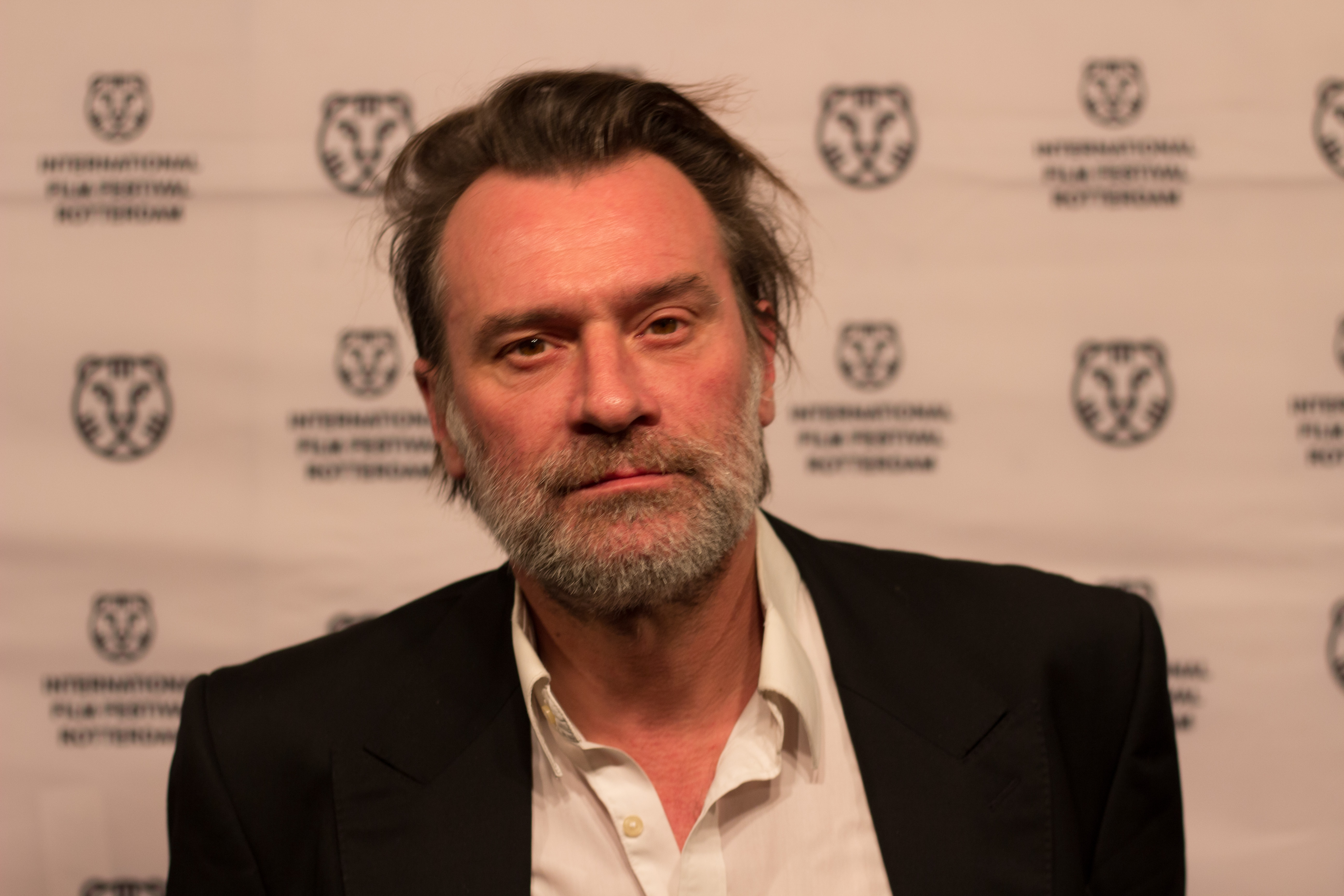
Daan Stuyven ou le Festival international du film de Rotterdam 2020

- 2012 : Franck et Dean de Céline Charlier : Dean (court-métrage)
- 2020 : Éden

## Postérité
La RTBF, télévision publique belge, lui a consacré le 14 janvier 2014 l'émission Hep Taxi !.